# Sant Feliu de Torelló
Sant Feliu de Torelló és una església catalogada com a monument del municipi de Torelló (Osona) i protegida com a bé cultural d'interès local.

## Descripció
Església de tres naus amb el transsepte marcat i una cúpula al creuer. La nau es divideix en quatre trams el primer, als peus, és destinat al cor. S'obren capelles laterals, tres per banda. A la part del creuer s'hi forma una capella fonda amb cúpula. La cúpula central és sostinguda per petxines i decorada amb pintures d'en Joan Rifà. La façana és orientada a ponent i presenta tres portals d'arc de mig punt emmarcats per dovelles de pedra. Al damunt hi ha un òcul de forma ortogonal amb els angles arrodonits. Al capcer és triangular. A cada costat s'hi eleven unes torres de secció quadrada, amb tres pisos de finestra i les teulades de ceràmica, la barbacana es troba molt decorada. La façana està decorada amb esgrafiats. A migdia hi ha un altre portal d'accés al temple. El campanar és de torra de secció octogonal. L'estat de conservació és bo.

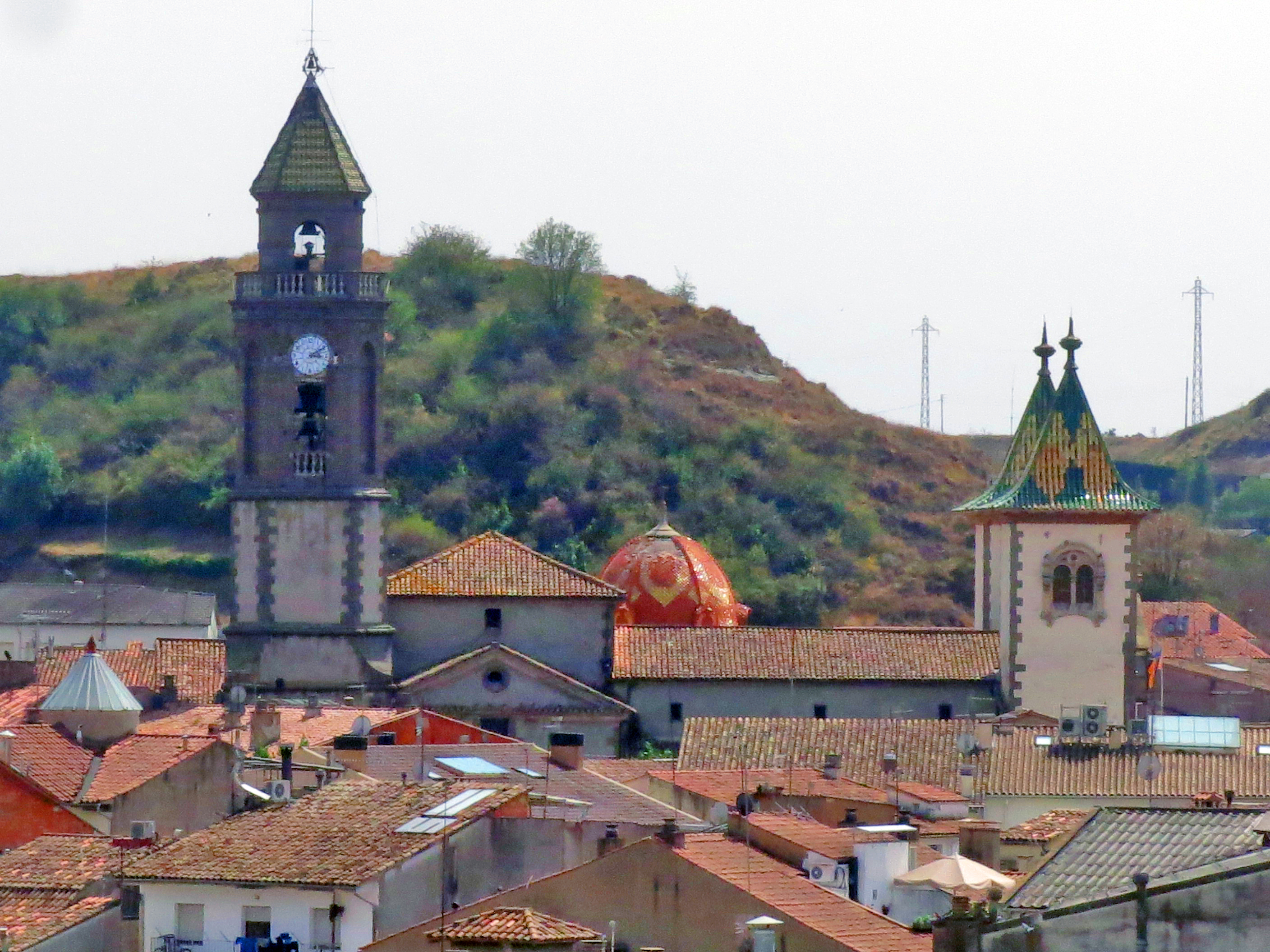
Sant Feliu des del Pujolet

## Història
L'església de Sant Feliu de Torelló ja existia al 881, fou reedificada en més d'una ocasió, i esdevingué, el 1672, la construcció actual, precedida de dues torres a cada banda de la façana i amb un esvelt campanar. El projecte inicial fou traçat per Fra Josep de la Concepció, carmelità descalç, però l'edificació fou molt lenta: el 1688 fou beneïda la nau central, la façana i el campanar es construïren el 1704 i el 1713, i encara s'edifica més tard sobre la façana. La restauració moderna fou obra de l'arquitecte Josep M. Pericas. El 1936 fou destruït l'antic retaule de Pau Costa obrat entre 1706 i 1710. En un dels altars laterals es venera Sant Fortià, un dels sants més venerats a la vila. Destaquen també L'Últim Sopar de 1941, de l'absis central de la parròquia, fet per Lluís Masriera i Rosés.